# Теорема о сфере (трёхмерная топология)
Теорема о сфере — классическое утверждение трёхмерной топологии, доказанное Христосом Папакирьякопулосом в 1956 году вместе с леммой Дена и теоремой о петле. 

## Формулировка
Пусть {\displaystyle M} — ориентируемое трёхмерное многообразие с нетривиальной второй гомотопической группой {\displaystyle \pi _{2}(M)}. Тогда существует ненулевой элемент в {\displaystyle \pi _{2}(M)}, представляющийся вложенной сферой {\displaystyle \mathbb {S} ^{2}\hookrightarrow M}.